# 横浜中央信用組合
横浜中央信用組合（よこはまちゅうおうしんようくみあい）は、かつて神奈川県横浜市中区に本店を置いていた在日韓国人系の信用組合である商銀信用組合。在日韓国人信用組合協会会長の呉龍夫が理事長である。2014年3月10日に、前身の中央商銀信用組合とあすなろ信用組合の2信組が合併して発足した。2017年3月13日、九州幸銀信用組合と合併し横浜幸銀信用組合となった。
ATM（一部の店舗を除く）では、しんくみ お得ねっと提携信用組合のカードによる出金は自組合扱いとなる。

## 沿革
- 1962年3月 横浜商銀信用組合として、横浜市神奈川区鶴屋町にて開業。
- 1967年9月 本店所在地を横浜市中区蓬莱町に移転する。
- 1999年1月 静岡商銀信用組合の事業を譲り受ける。
- 2001年12月 茨城商銀信用組合の事業を譲り受ける。
- 2002年6月 千葉商銀信用組合の事業を譲り受ける。
- 2007年12月 北陸商銀信用組合と合併（存続金庫は横浜商銀）し、名称を中央商銀信用組合に改称。
- 2009年4月24日 関東税務局から業務改善命令を受ける。
- 2010年8月に再び業務改善命令を受ける。
- 2014年3月 あすなろ信用組合と合併（存続金庫は中央商銀）し、名称を横浜中央信用組合に改称。それとともに金融機能強化法に基づく公的資金注入を受ける。
- 2017年3月 九州幸銀信用組合と合併（存続金庫は横浜中央信用組合）。名称を横浜幸銀信用組合に改称して日本の153の信用組合のうち12位の規模になる。関東地方や九州地方など16県を営業地域とすることになった[2]。

## 不祥事
- 2010年8月26日元理事長等の経営陣の法令遵守の姿勢が欠如している中で、暴力団に関係する企業に融資をしていたなどとして関東財務局に銀行法に基づく業務改善命令を出された[3]。
- 2017年2月9日顧客から預かった現金を着服したとして、新潟県警察新潟東警察署は、業務上横領容疑で、元横浜中央信組新潟支店長逮捕した。被害は約120人、計1億8000万円に上った。[4]。